# David Nail

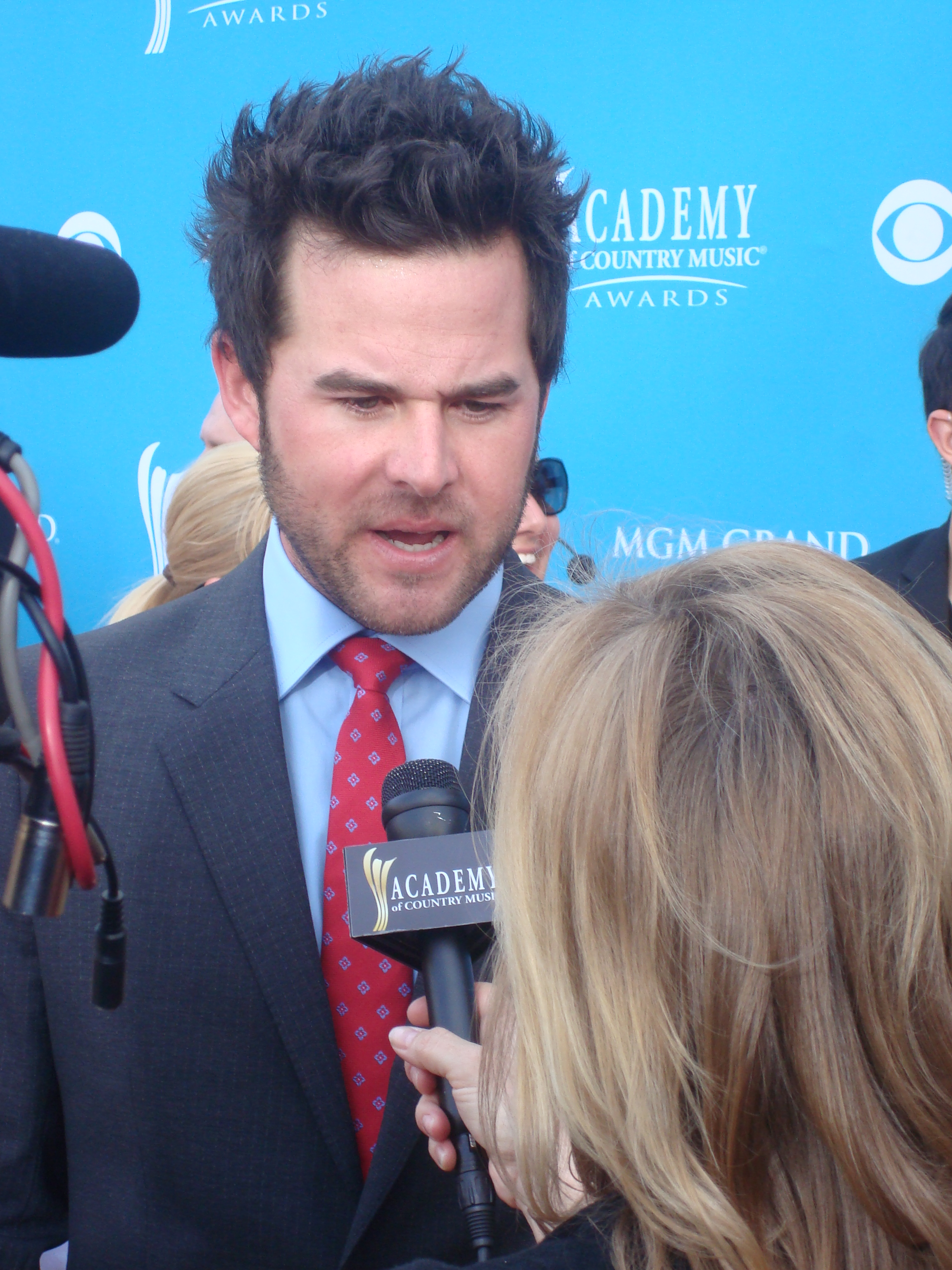
David Nail während eines Interviews (2010)

David Brent Nail (* 18. Mai 1979 in Kennett, Missouri) ist ein US-amerikanischer Countrysänger.

## Karriere
In seiner Jugendzeit musste sich Nail zwischen Countrymusik und Baseball entscheiden. Sein erster Anlauf in Nashville scheiterte und so kehrte er nach kurzer Zeit wieder ins heimatliche Missouri zurück. Ein zweiter Anlauf im Jahr 2002 begann schon vielversprechender. Einem Plattenvertrag mit Mercury folgten Albumaufnahmen und seine selbstgeschriebene Debütsingle Memphis erreichte die hinteren Ränge der Countrycharts. Dann gab es aber Turbulenzen im Label, der Produzent verabschiedete sich und Nail wurde das Opfer und seine Albumveröffentlichung gestrichen.
Frustriert zog sich der Sänger zurück und arbeitete als Baseballtrainer. Erst 2007 ergab sich wieder eine Chance für ihn beim Label MCA. Er stellte sein zweites Album I’m About to Come Alive zusammen. Die gleichnamige Vorabsingle war ein Flop, aber mit der zweiten Single Red Light kam der Durchbruch. Sie kam in die Country-Top-10 und war auch in den allgemeinen Charts erfolgreich.

## Privatleben
Am 6. Juni 2009 heiratete er seine langjährige Freundin Catherine in Franklin.

## Diskografie

### Alben
| Jahr | Titel                         | Höchstplatzierung, Gesamtwochen, AuszeichnungChartplatzierungen (Jahr, Titel, Platzierungen, Wochen, Auszeichnungen, Anmerkungen) | Höchstplatzierung, Gesamtwochen, AuszeichnungChartplatzierungen (Jahr, Titel, Platzierungen, Wochen, Auszeichnungen, Anmerkungen) | Anmerkungen |
| Jahr | Titel                         | US | Country | Anmerkungen |
| ---- | ----------------------------- | --- | --- | ----------- |
| 2009 | I’m About to Come Alive       | US71 (2 Wo.)US | Country19 (64 Wo.)Country |             |
| 2011 | The Sound of a Million Dreams | US50 (1 Wo.)US | Country8 (31 Wo.)Country |             |
| 2014 | I’m a Fire                    | US13 (6 Wo.)US | Country3 (24 Wo.)Country |             |
| 2016 | Fighter                       | US26 (2 Wo.)US | Country3 (6 Wo.)Country |             |

Weitere Veröffentlichungen
- 2002: David Nail (keine offizielle Veröffentlichung)
- 2012: 1979 (EP)
- 2016: Uncovered (EP)
- 2018: Only This and Nothing More (EP, als David Nail and The Well Ravens)

### Singles
| Jahr | Titel Album                               | Höchstplatzierung, Gesamtwochen, AuszeichnungChartplatzierungen (Jahr, Titel, Album, Platzierungen, Wochen, Auszeichnungen, Anmerkungen) | Höchstplatzierung, Gesamtwochen, AuszeichnungChartplatzierungen (Jahr, Titel, Album, Platzierungen, Wochen, Auszeichnungen, Anmerkungen) | Anmerkungen        |
| Jahr | Titel Album                               | US | Country | Anmerkungen        |
| --- | ----------------------------------------- | --- | --- | ------------------ |
| 2002 | Memphis David Nail                        | — | Country52 (7 Wo.)Country |                    |
| 2008 | I’m About to Come Alive                   | — | Country47 (10 Wo.)Country |                    |
| 2009 | Red Light I’m About to Come Alive         | US54 Gold · (16 Wo.)US | Country7 (45 Wo.)Country |                    |
| 2010 | Turning Home I’m About to Come Alive      | — | Country20 (29 Wo.)Country |                    |
| 2011 | Let It Rain The Sound of a Million Dreams | US51 Gold · (20 Wo.)US | Country1 (51 Wo.)Country | feat. Sarah Buxton |
| 2012 | The Sound of a Million Dreams             | — | Country38 (12 Wo.)Country |                    |
| 2013 | Whatever She’s Got I’m a Fire             | US35 ×2Doppelplatin · (21 Wo.)US | Country2 (35 Wo.)Country |                    |
| 2014 | Kiss You Tonight I’m a Fire               | — | Country25 (36 Wo.)Country |                    |
| 2015 | Night’s on Fire Fighter                   | US81 Gold · (5 Wo.)US | Country17 (43 Wo.)Country |                    |
| Folgende Lieder erschienen nicht als Single, wurden aber durch das Album zum Download und Streaming bereitgestellt und konnten somit eine Platzierung erlangen: |                                           | | |                    |
| |                                           | | |                    |
| 2012 | Someone like You 1979                     | — | Country52 (6 Wo.)Country |                    |
| 2015 | Broke My Heart I’m a Fire                 | — | Country46 (3 Wo.)Country |                    |

Weitere Veröffentlichungen
- 2016: Good at Tonight (feat. Brothers Osborne)